# Wickliffe (Ohio)
Pour les articles homonymes, voir Wickliffe.
La ville américaine de Wickliffe est située dans le comté de Lake, dans l’État de l’Ohio. Sa population s’élevait à 12 750 habitants lors du recensement de 2010, estimée à 12 663 habitants en 2014.
Le siège social de Lubrizol s'y trouve.

## Source
- (en) Cet article est partiellement ou en totalité issu de l’article de Wikipédia en anglais intitulé « Wickliffe, Ohio » (voir la liste des auteurs).